# 音楽番組

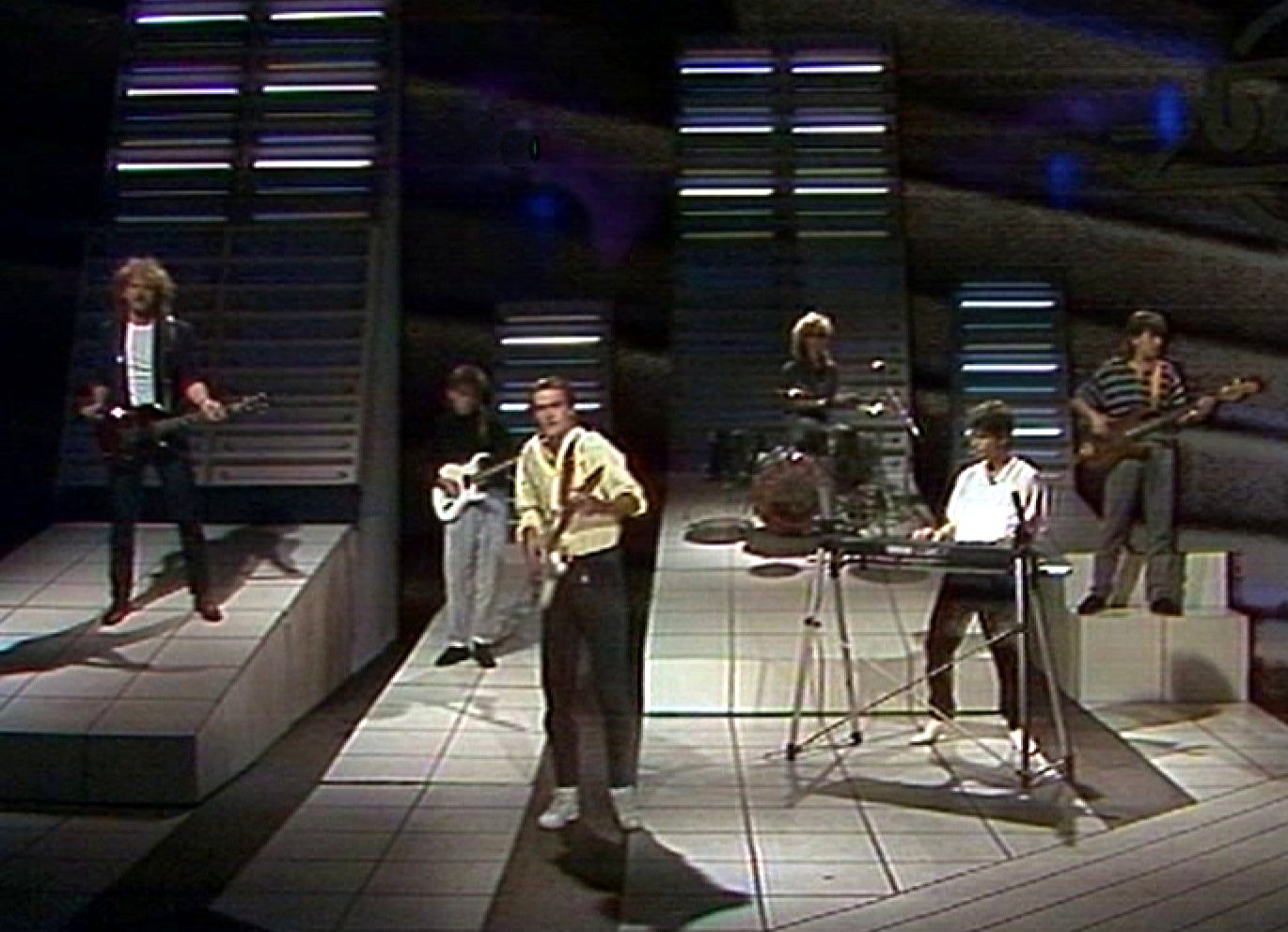
ドイツの音楽バンドZebraがテレビ番組Bongに出演（1988年）

音楽番組（おんがくばんぐみ、英: music tv show (あるいはMusic radioなど））は、音楽を視聴者に届けるための番組、あるいは音楽に関する番組である。

## 概論
テレビ番組やラジオ番組などの放送番組のほか、インターネットによる配信番組も存在する。
歌唱を主体としたものは、歌番組（うたばんぐみ）とも呼ばれている。
基本的には各国の各放送局ごとにつくられその国の中で視聴されているが、欧州ではユーロビジョン・ソング・コンテスト（1956年 - ）という、ヨーロッパ各地から国境を超えてアーティストが集い、欧州で広く視聴される音楽番組（歌番組）がある。

## 各国の音楽番組

### アメリカ
アメリカのラジオ局には商業ラジオと公共ラジオ（NPR）があり、番組内容にすみ分けのようなものがあるが、音楽番組はいずれも編成されている。
現行番組
- アメリカン・アイドル（FOX）

2002年から全米で放送されているアイドルオーディション番組。
- アメリカン・ダンスアイドル（FOX）

過去の番組
- エド・サリヴァン・ショー（CBS、1948年 - 1971年）

全米で放送されたエド・サリヴァン司会による人気音楽ショー番組。
- ペリー・コモ・ショー（NBC、1953年 - 1967年、日本では1959年 - 1961年）
- アンディ・ウィリアムス・ショー (NBC、1962年 - 1967年・1969年 - 1971年)
- ソウル・トレイン（Syndication、1971年 - 2006年）
- シング・アロング・ウィズ・ミッチ（邦題:ミッチと歌おう）（NBC、1961-1966）

### イギリス
イギリスのBBCにはラジオチャンネルが11あり、R1を15歳から29歳をターゲットとするチャンネル、R2を30代半ば以降をターゲットとする音楽番組と情報番組、R3をクラシックの音楽番組で編成している。
- トップ・オブ・ザ・ポップス（BBC）
- ジス・イズ・トム・ジョーンズ（英語版） （Associated Television（英語版）、1969年 - 1971年）

en:Category:British music television showsも参照のこと。

### ベルギー
レギュレーション
ベルギーではコンテンツ規制があり、無線放送に関する2003年2月27日の政令により、フランス語地域のテレビで放送される音楽番組の少なくとも4.5%は国内のフランス語地域の出身者により作曲及び編曲、プロデュースされるべきと規定している。

### フランス
フランスの音楽番組の例
fr:Category:French music television seriesも参照。
レギュレーション
フランスにもコンテンツ規制があり、ラジオでは、聴取率の高い時間帯に放送する音楽番組の少なくとも40%はフランス語の歌曲で、その半数は新人の作品あるいは新作でなければならないとされている。また、音楽放送を専門とする事業者では、題名がフランス語の曲の割合を60%とするよう義務付けられている。

### 韓国の音楽番組
現行の韓国のテレビ音楽番組
- ミュージックバンク（KBS）
- SBS人気歌謡（SBS）
- ショー!K-POPの中心（MBC）
- M! Countdown（Mnet）
- SHOW CHAMPION（MBC Music）
- THE SHOW（SBS MTV）
TBSテレビとの共同製作で、全世界ではSBS MTVとTBSチャンネルのみで放送されている。このため、TBSチャンネルは、日本語字幕スーパーが無い韓国語のみのオリジナル版も含めての放映権も持っている。
- Simpley K-POP（Arirang TV）
- KBS歌謡祭（KBS年末番組）
- SBS歌謡大祭典（SBS年末番組）
- MBC歌謡大祭典（MBC年末番組）

### 日本の音楽番組
生演奏中心の番組の他に、録画映像（VTR）中心の番組（音楽史番組など）、PV映像中心の番組（ビデオクリップ番組など）などもある。